# Strijkkwartet nr. 17 (Holmboe)
De Deense componist Vagn Holmboe voltooide zijn Strijkkwartet nr. 17 in 1982. Het is een van de meer dan twintig strijkkwartetten die Holmboe zou schrijven. Het is een van de weinige met een subtitel: Mattinata.
De strijkkwartetten 17, 18, 19 en 20 vormen in die subtitels één geheel (17: ochtend, 18: overdag; 19:avond; 20: nacht). Ze werden ook nog vlak achter elkaar geschreven (opusnummers respectievelijk 152, 155, 156 en 160). Een andere gelijkenis zit in het aantal delen, zes per strijkkwartet en alle delen zijn relatief kort.
Strijkkwartet 17 heeft een eerste deel (Allegro moderato) dat begint in de 5/4-maat, dat overgaat in 4/4 dan in 3/4 en eindigt weer in 5/4. Deel 2 (Allegro sereno) is in begin een gemankeerde wals, dit maal in 5/8-maat met een overgang naar 3/4 (de maatsoort van de wals). Het derde deel (Allegro leggiero) begint zoals deel 2 eindigt, een herhalende noot. Het vierde deel (Adagio) sluit aan bij het slot van deel 3 met de belangrijkste partij in de cello. Dit vierde deel heeft een vurige middensectie (Allegro con fuoco). Deel vijf (Andante tranquillo) legt de nadruk op het timbre van de diverse instrumenten met en tegenover elkaar; bovendien schreef Holmboe hier diverse strijktechnieken voor. Het zesde deel (Allegro rigiroso) is zelf weer opgebouwd uit vijf secties en is de ontlading van de spanning die in voorafgaande delen is opgebouwd.
Het werk werd op 11 november 1985 voor het eerst uitgevoerd door het Kopenhagen Kwartet, de componist had het toen al gereviseerd. Holmboe reviseerde zelden na een première; een compositie staat na een eerste uitvoering vast, was zijn mening.
Strijkkwartet nr. 1 · Strijkkwartet nr. 2 · Strijkkwartet nr. 3 · Strijkkwartet nr. 4 · Strijkkwartet nr. 5 · Strijkkwartet nr. 6 · Strijkkwartet nr. 7 · Strijkkwartet nr. 8 · Strijkkwartet nr. 9 · Strijkkwartet nr. 10 · Strijkkwartet nr. 11 · Strijkkwartet nr. 12 · Strijkkwartet nr. 13 · Strijkkwartet nr. 14 · Strijkkwartet nr. 15 · Strijkkwartet nr. 16 · Strijkkwartet nr. 17 · Strijkkwartet nr. 18 · Strijkkwartet nr. 19 · Strijkkwartet nr. 20
Ongenummerd: Sværm · Quartetto sereno